# Skiljetecken
Skiljetecken eller interpunktionstecken är sådana skrivtecken som punkt (.), kommatecken (,), parentes (()), kolon (:), semikolon (;) och tankstreck (–), vilka används för att strukturera skriven text genom att skilja olika meningar, satser, satsdelar, ord och dylikt från varandra.
Interpunktion (av latinets interpunctio, 'avskilja med punkter') är bruket att sätta ut skiljetecken. Ordet interpunktion används också om andra typografiska textdrag som styckeindelning, kursivering, indrag med mera.
Skiljetecknen delas ofta upp i stora skiljetecken (punkt, frågetecken, utropstecken) som avgränsar meningar, och de mindre skiljetecken (komma, parentes, kolon, semikolon, tankstreck) som avgränsar led inom meningen.

## Historik
Den äldsta interpunktionen var indelningen i avsnitt och stycken, som först dök upp i antika manuskript under det näst sista århundradet före Kristus. Avgränsningen av enskilda ord uppträdde under det första århundradet efter Kristus, men fick inte bred spridning förrän en bit in på 600-talet.
Föregångarna till dagens synliga skiljetecken uppstod ur romerska retorikers marginalanteckningar: man satte efter eget huvud ut olika symboler för att markera var och hur länge man skulle ta paus i högläsningen. De äldsta skiljetecken sattes alltså inte ut av skrivarna själva, och det saknades systematik i bruket eftersom var och en hade sitt eget anteckningssystem.
Institutionellt började interpunktionen befästas under tidigt 400-tal av Hieronymus och senare Augustinus, som ville motverka allt för fri tolkning av Bibeln och därför uppmanade skrivare att sätta ut skiljetecken per cola, commata et periodi, det vill säga för att avgränsa tankegångar (perioder) och deras delkomponenter, och därmed minska texternas mångtydighet. Principen spred sig även till andra genrer, men det fanns inget enhetligt system för skiljetecknens utformning.
När tryckkonsten spreds i slutet av 1400-talet behövde interpunktionen standardiseras eftersom det inte gick att gjuta nya trycktyper för varje skrivares eller författares egna teckenvarianter. Den moderna skiljeteckensuppsättningen började därför ta form i Venedig kring sekelskiftet 1500, på initiativ av bland andra Aldus Manutius. Grundprincipen att skiljetecknen skulle avgränsa retoriska tankegångar levde dock kvar, men försöken att standardisera dessa tankegångar i skrift ledde till att den moderna meningen tog form. Under de följande århundradena övergick beskrivningarna av skiljetecken från att fokusera på tankegångar till att fokusera på meningar, en utveckling som i svenskan fullbordades under 1800-talet.
I och med detta började svenska språkvetare och språklärare under sent 1800-tal diskuterade huruvida interpunktionen – framför allt kommateringen – skulle följa grammatiska eller prosodiska principer, alltså om man skulle sätta komma för att markera syntaxens satser eller talspråkets pauser. Förespråkare för satskommateringen menade att den var mer logisk, medan förespråkare för pauskommateringen menade att den var mer intuitiv och lättare att lära in. I princip var det endast satskommatering som hade nämnvärd spridning i rekommendationerna, men under 1900-talet lämnade man det spåret till förmån för så kallad tydlighetskommatering, vilket innebär att man endast sätter komma och andra skiljetecken där de behövs för att tydliggöra textinnehållet.